# Schefflera blepharidophylla
Schefflera blepharidophylla är en araliaväxtart som beskrevs av Hermann August Theodor Harms. Schefflera blepharidophylla ingår i släktet Schefflera och familjen araliaväxter. Inga underarter finns listade.